# Sveriges politiska historia
Den första svenska riksdagen brukar Arboga möte 1435 utpekas som, även om kungarna redan tidigare samlat råd av representanter av rikets mäktiga grupper. Riksdagens funktion och makt har senare varierat avsevärt; under lång tid var den en ståndsriksdag. Fram till 1680 delades den utövande makten mellan kungen och ett riksråd bestående av framförallt aristokrater, vilket ledde till att adelsmännen blev mäktiga. I samband med reduktionen infördes 1680 enväldig monarki. 

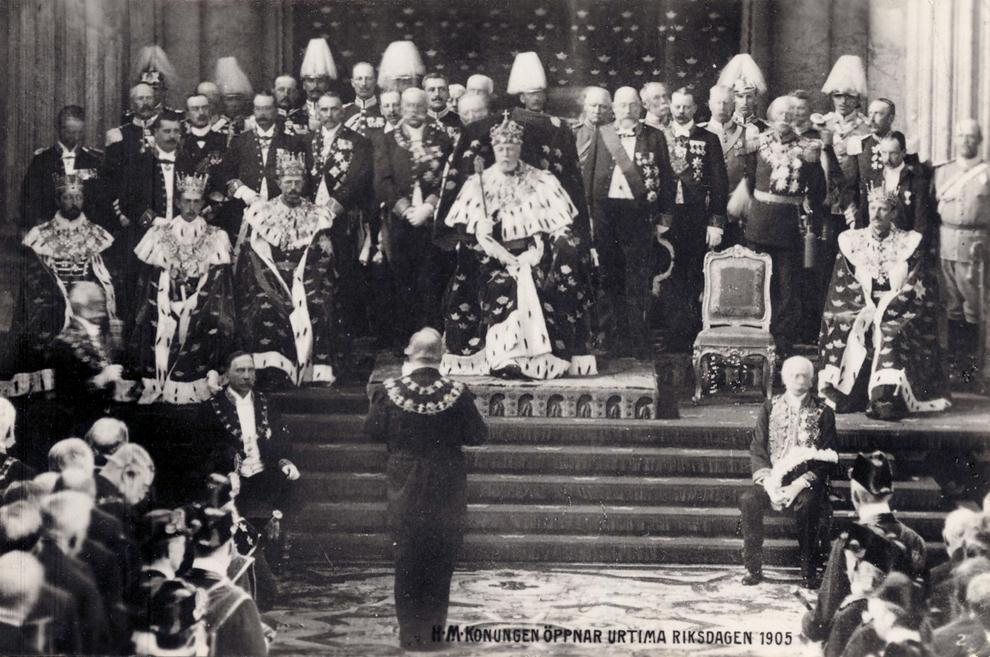
Kung Oscar II öppnar den första urtima riksdagen 1905 i Rikssalen på Stockholms slott.

Som en reaktion på nederlaget i det stora nordiska kriget började frihetstiden år 1719, vilket ledde till skapandet av konstitutionell monarki, enligt olika konstitutioner 1772, 1789 och 1809, där den sista innehöll flera medborgerliga rättigheter. Under 1700-talet fanns Hattpartiet och Mösspartiet. 1792 blev Sveriges kung Gustaf III mördad.
1814 gick Norge i personalunion med Sverige, den upplöstes fredligt 1905.
Under 1800-talet kom många liberala reformer till Sverige, och 1866 bytte Sverige från ståndsriksdag till tvåkammarriksdag. När Sverige industrialiserades under andra halvan av 1800-talet började alltfler kräva allmän och lika rösträtt. Under 1880-talet var tullfrågan ett hett debattämne, men runt 1890 började det alltmer handla om rösträtt.
Statsvetaren Leif Lewin har menat att svenska politiker ända sedan oscariansk tid präglats av samförstånd snarare än ansvarsutkrävande. Sverige slapp första världskriget. Parlamentarism infördes 1917 då kung Gustaf V accepterade att utnämna regeringen utifrån riksdagens flertal. Riksdagen beslutade 1919 om allmän och lika rösträtt, och 1921 hölls det första valet med denna utökade rätt, där även kvinnorna fick rösta, dock dröjde det tills nästkommande val innan vapenvägrare fick rösträtt. Parlamentarismen bevarades av Gustaf V:s efterföljare Gustaf VI Adolf, till dess att en grundlagsändring 1975 i praktiken ändade kungens politiska makt och ersatte den tidigare tvåkammarriksdagen med en enkammarriksdag.
Från ungefär 1920 och fram till 1932 präglades Sverige av att regeringar till höger och vänster åkte in och ut. Den 27 augusti 1922 hölls den första folkomröstningen i Sverige, och det blev nej till spritförbud.
Sveriges socialdemokratiska arbetarparti har varit dominerande i svensk politik sedan 1930-talet. De vann valet 1932. Under 1930-talet stärktes den svenska välfärdsstaten, och samförståndet på arbetsmarknaden ökade. Socialdemokraterna lyckades sitta som regeringsparti från andrakammarvalet 1932 till valet 1976 (med avbrott endast för en kortvarig bondeförbundsregering under sommaren 1936), något som är unikt i västvärlden (det är olika hur man räknar, vissa säger 40 år, andra 44). Bondeförbundet satt även med i svenska regeringen 1951–1957.
Sverige slapp även andra världskriget, och när Per Albin Hansson dog i oktober 1946 blev Tage Erlander svensk statsminister och socialdemokratisk ledare, han satt kvar till 1969 då Olof Palme tog över. Den 16 oktober 1955 sa Sverige i folkomröstning nej till högertrafik, ändå infördes det den 3 december 1955. Förtydligande: Själva 'Högertrafikomläggningen' skedde i Sverige klockan 05.00 söndagen den 3 september 1967. Den 13 oktober 1957 folkomröstade Sverige om pensionerna.
I valet 1979 behöll de borgerliga makten. Fälldin-åren präglades av energi- och miljöpolitisk debatt, samt lågkonjunktur och strukturomvandlingar, med industrinedläggningar som följd. Den 23 mars 1980 hölls en folkomröstning om kärnkraften i Sverige. Även politiska kriser skedde, som till exempel ledde till att Ola Ullsten var svensk statsminister mellan oktober 1978 och oktober 1979.
Efter vinsten i valet 1982 återfick socialdemokraterna regeringsmakten. Den 28 februari 1986 blev Sveriges dåvarande statsminister Olof Palme mördad på öppen gata i Stockholm efter ett biografbesök. De följande åren präglades av flera skandaler, och många statliga chefer byttes ut.
Socialdemokraterna behöll makten till den valet 1991, då en borgerlig koalitionsregering tillträdde. Denna regering sålde flera statliga verk, och avskaffade regeringsmonopolet på radio- och TV-sändningar från Sverige. Den borgerliga regeringen förlorade makten i riksdagsvalet 1994, och Socialdemokraterna hamnade återigen i regeringsställning. Fram till 1998 samarbetade Socialdemokraterna med Centerpartiet, sedan med Miljöpartiet och Vänsterpartiet. Den 13 november 1994 folkomröstade svenska folket om medlemskap i Europeiska unionen, och den 1 januari 1995 gick Sverige med. 
Under 2000-talet sågs en renässans för de lokala partierna, då flera lokala partier uppstod och fick ökat inflytande i kommuner och landsting.  
Den 10 september 2003 knivhöggs Sveriges dåvarande utrikesminister Anna Lindh på NK i Stockholm, och avled dagen därpå.
Efter den borgerliga segern i valet 2006 styrdes Sverige av den borgerliga Regeringen Reinfeldt, i ett borgerligt samarbete vid namn Alliansen. Under regeringen Reinfeldt så fick länen mindre inflytande och flera landsting gjordes om till regioner, vilka i sin tur oftast hade mer inflytande än landstingen haft. I valet 2010 kom Sverigedemokraterna in i riksdagen. Efter valet 2014 tog Socialdemokraterna makten tillsammans med Miljöpartiet. Statsminister blev Stefan Löfven (S) Valet 2018 lyckades sittande regering vara kvar med stöd av Liberalerna och Centerpartiet. 2021 avgick Stefan Löfven som statsminister och efterträdare blev Magdalena Andersson (S) som därmed blev Sveriges första kvinnliga statsminister. Regeringen bestod därmed då med enbart Socialdemokraterna utan Miljöpartiet.
2022 förlorade Socialdemokraterna valet och Moderaterna, Kristdemokraterna och Liberalerna bildade regering med stöd av Sverigedemokraterna. Ny statsminister blev Ulf Kristersson (M).